# Tonni Hansen
Tonni Randy Hansen (født 25. april 1958 i Humble) er en dansk politiker og fagforeningsmand. Han er nuværende borgmester i Langeland Kommune og tidligere næstformand for Socialistisk Folkeparti.

## Karriere
Tonni Hansen har i lang tid været fagforeningsmand. Han var i mange år formand for 3F's afdeling på Sydfyn, 3F Sydfyn, og har også været formand for LO Sydfyn. Tonni Hansen er ufaglært.
Tonni Hansen har i mange år været politisk aktiv indenfor partiet SF. Han har været medlem af Rudkøbing byråd i 17 år, og ved Kommunalvalget i 2017 var det første gang, han stillede op til kommunalbestyrelsen i Langeland Kommune. Tonni Hansen har været næstformand for SF's landsledelse, og han har også opstillet til flere forskellige politiske poster, her bl.a. Europa-Parlamentet.

### Kommunalvalget 2017
Tonni Hansen fik over en femtedel af stemmerne i Langeland Kommune, og SF fik en 1/3 af alle stemmerne. SF mærkede en ekstraordinær stor fremgang på 28,8%. Det sikrede partiet 6 ud af 15 mandater i byrådet, og samtidig indtog Tonni Hansen borgmesterposten.
I 2019 agiterede Hansen for at Langeland skulle være hjem for et udrejsecenter for afviste asylansøgere.

### KL
Hansen har været medlem af bestyrelsen og formandskabet for KL (Kommunernes Landsforening) for valgperioderne 2018-2022 og 2022-2026.

### Exit
Tonni Hansen meddelte 12. august 2024, at han ikke genopstiller ved kommunalvalget i 2025, men at han fortsætter perioden ud.